# فرناندا كيلر
فرناندا كيلر (بالبرتغالية: Fernanda Keller‏) هي تريثلت برازيلية، ولدت في 4 أكتوبر 1963 في نيتيروي في البرازيل.

## وصلات خارجية
- فرناندا كيلر على موقع اتحاد الترياتلون الدولي (الإنجليزية)
- فرناندا كيلر على موقع IAT Triathlon Database (الإنجليزية)